# Кустодія Святої Землі
Кустодія Святої Землі або Захист Святої Землі (лат. Custodia Terrae Sanctae — «Захист Святої Землі», івр. משמורת ארץ הקודש) — самостійний адміністративний округ францисканського ордену. Кустодія Святої Землі є однією з провінцій чернечого ордену францисканців (міноритів), чисельністю понад 400 осіб. Конкретне завдання робочої групи визначене спеціальними папськими буллами Папи Римського Климента IV «Gratias Agimus» і «Nuper carissimae» від 21 листопада 1342 р.. Організація включає в себе території сучасного Ізраїлю, Палестинської автономії, Йорданії, Сирії, Лівану, Єгипту, Кіпру і Родосу. Відділи організації є в Італії, Іспанії, Аргентині, Німеччині, Польщі та США.

## Історія
- У XIII столітті францисканці, які жили у Святій землі, належали до заморської провінції чернечого ордену створеного у 1217 р. Ще за життя святого Франциска Ассізького (1181—1226) утворювалися кустодії (лат. custodia — «охорона», «стража») — адміністративні округи, що складалися із кількох монастирів.
- У 1333 р. вони отримали офіційний дозвіл від єгипетського султана бути присутніми у Палестині. Францисканці отримали право постійно служити в базиліці Гробу Господнього, в храмі Сіонської світлиці, каплиці Святого Духа і каплиці святого Фоми.
- У 1342 р. Римський Папа Климент VI буллою «Gratias Agimus» довірив францисканцям охороняти християнські святині, що знаходяться в місцях, пов'язаних із земним життям Ісуса Христа. На чолі «Кустодії Святої землі» знаходиться посада кустода (лат. custos — «хоронитель», «страж»), який прирівняний в правах до провінційного настоятеля з 1612 р.. Кустод обирається генеральною радою ордену строком на 6 років із отриманням титулу гвардіана монастиря Гори Сіон (від лат. guardianus — «хоронитель», «страж»).
- 24 лютого 1421 р. офіційно затверджена булою «His quae» Папою Римським Мартином V посада комісара Святої землі[1].
- До 1434 р. Захист Святої землі належав конвентуальним францисканцям, по 1434 р. — францисканцям-обсервантам.

## Кустоди
XIII ст.
- Елія з Кортона (з 1217 р.)
- Франциск Ассізький (від 1219 р.)
- Джакомо (1247)
- Джакомо з Пюї (1266)
- Вінцентіус з Бургундії
- Джованіно з Парми (1270)
- Гелеберто (1286)

XVI ст.
- Боніфацій Стефані із Рагузи (1551-1559)[2]

ХХ ст.
- Фредіано Джаніні
- Роберто Рацолі (1906—1912 рр.)[3]
- Фердінандо Діоталеві (1917—1924 рр.)[3]
- Ауреліо Марота (1925—1931 рр.)[3]
- Назарета Іасороці (1931—1937 рр.)[3]
- Альберто Горі (1937—1949 рр.)[3]
- Карло Кечителі ( —1992 р.)
- Джузепе Нацаро (1992—1998 рр.)
- Джовані Батістелі (1998—2004 рр.)

XXI ст.
- П'єрбаттіста Піцабала (2004—2016 рр.)
- Франческо Патон (2016 —)

## Хронологія
Поступове надбання християнських святинь для Церкви Христової в Святій землі:
- 1217 р. — Орден Братів Менших ділиться на провінції, зокрема — провінцію Святої землі[5].
- 1219 р. — Святий Франциск Ассізький йде з Палестини в Єгипет, де він зустрічається з султаном аль-Камілем[5].
- 1229 р. — Брати Менші заснували монастир в Єрусалимі в безпосередній близькості від сьогоднішньої V стації Віа Долороза.
- 1323 р. — францисканців включають в службу в базиліці Гробу Господнього.
- 1335 р. — заснований монастир у Сіонській світлиці.
- 1342 р. — канонічне підтвердження місії Братів Менших на Сході Папою Климентом IV.
- 1347 р. — взяття опіки над Храмом Різдва Христового у Вифлеємі[6].
- 1363 р. — дбає за гробницю Богоматері у долині Йосафата (до 1757 р.).
- 1485 р. — викуплено місце народження святого Іоанна Хрестителя у Ейн-Керем.
- 1551 р. — від францисканців відбирають Сіонську світлицю на користь Вірменської апостольської церкви.
- 1557 р. — осідок Кустодії придбаний у Грузинської православної церкви, монастир Святого Спасителя в Єрусалимі.
- 1620 р. — францисканці оволоділи руїнами всього Гроту Благовіщення Богородиці в Назареті[7].
- 1631 р. — купили руїни святилища Преображення на горі Фаворі[8].
- 1679 р. — придбання земельної ділянки храму святої Елізабети в Ейн-Керем.
- 1889 р. — стає власністю Кустодії V стація на Віа Долороза в Єрусалимі, святилище «Церква Сліз Господніх» на схилі Оливної гори, на місці першості святого апостола Петра в Табсі і руїни Магдали на Галілейському морі.
- 1894 р. — вступили у володіння над руїнами стародавнього Капернауму[9].
- 1917 р. — частина ченців Кустодії у зв'язку з Першою світовою війною ризикувала позбавленням волі.
- 1920 р. — Папа Римський Бенедикт XV проголосив святого Антонія Падуанського патроном і опікуном Кустодії Святої землі.
- 1964 р. — Кустодію Святої землі та численні монастирі відвідав Папа Римський Павло VI під час його першої апостольської подорожі.
- 2000 р. — на теренах Кустодії гостював Папа Іван Павло II під час його 91 апостольської подорожі[10].
- 2002 р. — брати монахи Кустодії пережили облогу базиліки Різдва Христового у Вифлеємі[11].
- 2009 р. — у Кустодії гостював Папа Римський Бенедикт XVI під час своєї 12 апостольської подорожі.
- 2014 р. — Папа Римський Франциск оголосив про свою першу поїздку до Святої землі як понтифіка, яка відбудеться з 24 по 26 травня 2014 р.[12].

## Діяльність
Метою створення Кустодії Святої землі було і є збереження та догляд за святинями Римо-Католицької Церкви, які перебувають у Святій землі, пастирське піклування над місцевими католиками, обслуговування паломників.
Францисканці Кустодії Святої землі служать у місцевих парафіях католицької церкви, працюють у католицьких навчальних закладах, організовують паломництва, займаються науковою та благодійною діяльністю. Ченці «Кустодії Святої землі» мають під своєю опікою 74 санктуарії, 5 базилік, 66 церков, 45 каплиць і 38 парафій, які знаходяться на Святій землі.
- Францисканці Кустодії Святої землі керують двома науково-дослідними центрами: «Францисканське біблійне дослідження» в Єрусалимі (лат. Studium Biblicum Franciscanum) і «Францисканський центр дослідження християнського Сходу» в Каїрі (англ. Franciscan Center of Christian Oriental Studies).
- У Каїрі знаходиться «францисканський Кінематографічний центр».
- Кустодія Святої землі має засноване в 1847 році «Францисканське Друкарське видавництво» (англ. Franciscan Printing Press).
- Кустодія Святої землі в Єрусалимі фінансує «Християнський інформаційний центр в Єрусалимі», який координує заходи з приймання паломників, які відвідують Святу землю.
- Кустодія має власну Вищу Духовну семінарію в Єрусалимі «Єрусалимське Теологічне навчання» (лат. Studium Theologicum Jerosolimitanum).

Регулярно збирається капітул Кустодії Святої землі.

## Власність
| Номер | Назва                                                                     | Місце                |
| ----- | ------------------------------------------------------------------------- | -------------------- |
| 1     | монастирі францисканців заснований в 1847 р. в базиліці Гробу Господнього | Єрусалим             |
| 2     | монастир                                                                  | Вифлеєм              |
| 3     | монастир у базиліці Благовіщення                                          | Назарет              |
| 4     | монастир у Гефсиманії                                                     | Єрусалим             |
| 5     | церква і монастир                                                         | Тіверіада            |
| 6     | церква святого Йосипа                                                     | Назарет              |
| 7     | Базиліка Преображення Господнього                                         | Фавор                |
| 8     | Церква засудження і накладення Хреста на Віа Долороза                     | Єрусалим             |
| 9     | Церква Сліз Господніх                                                     | Єрусалим             |
| 10    | Церква Всіх Націй у Гетсиманії                                            | Єрусалим             |
| 11    | монастир Доброго Пастиря                                                  | Єрихон               |
| 12    | церква апостола Петра                                                     | Яффа                 |
| 13    | монастир Святої Землі                                                     | Емаус (Нікополіс)    |
| 14    | базиліка святого Клеопи                                                   | Ель-Кубейбех         |
| 15    | монастир Дейр ель-Кабір                                                   | Дамаск               |
| 16    | церква Вінчання в Кані Галілейській                                       | Кафр-Кана            |
| 17    | монастир і церква святого Петра                                           | Капернаум            |
| 18    | церква поля пастушків                                                     | Вифлеєм — Бейт-Сахур |
| 19    | церква                                                                    | Віфагія              |
| 20    | церква святого Лазаря                                                     | Віфанія              |
| 21    | церква Молочного Гроту                                                    | Вифлеєм              |
| 22    | церква Відвідування Пресвятої Діви Марії                                  | Ейн-Керем            |
| 23    | Монастир Івана Хрестителя, Церква Івана Хрестителя                        | Єрусалим             |

## Видатні особи
- Томазо Обічіні да Новара (до 1585-†1632 рр.)
- Джироламо Голубович (*1865-†1941 рр.)
- Альберто Горі (*1889-†1970 рр.)[15]

## Галерея

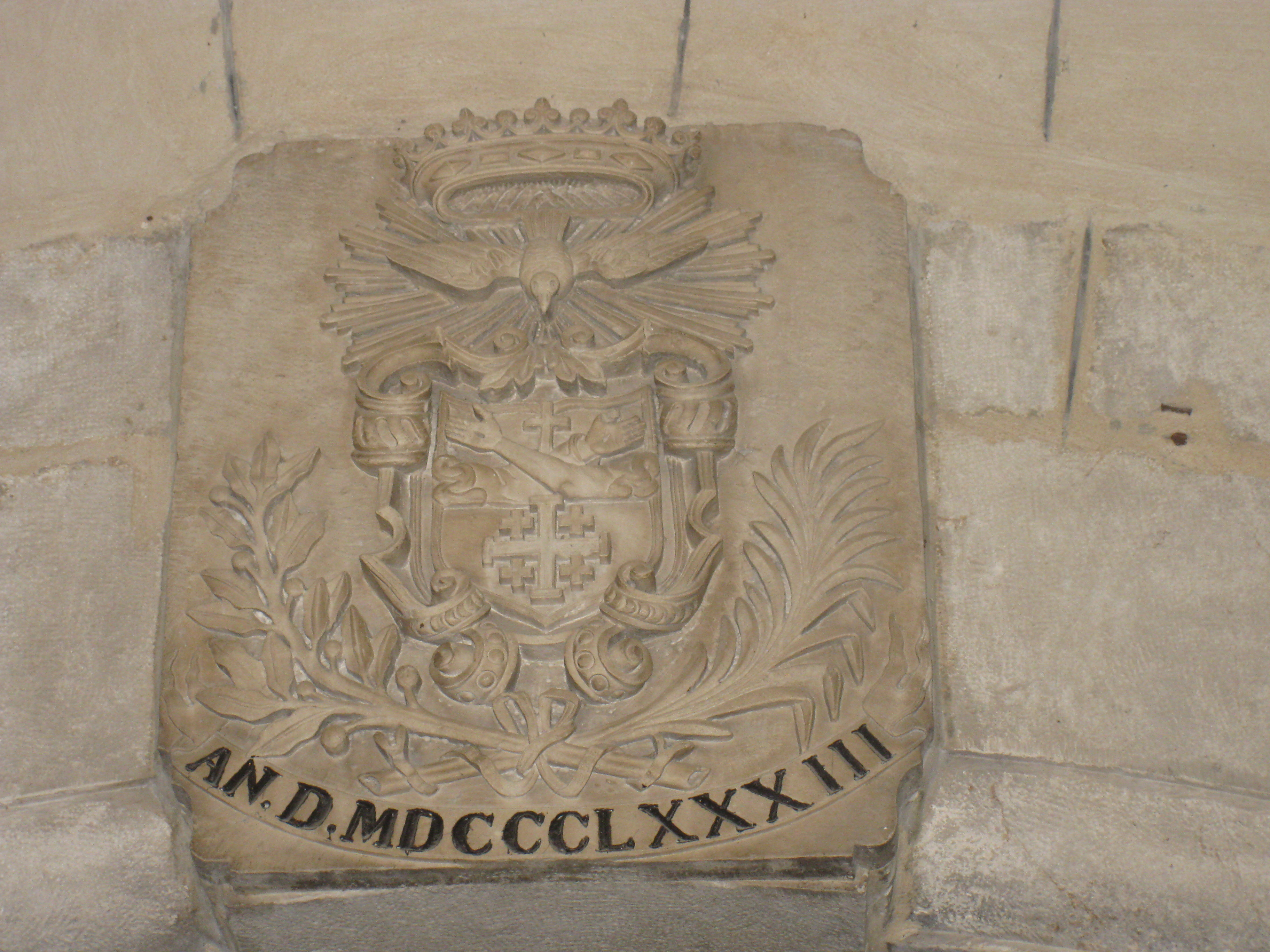
кам'яний барельєф герба Кустодії на споруді у Старому Єрусалимі (у «християнському кварталі»), вулиця Святого Франциска - «з'єднання Сан-Сальваторе»
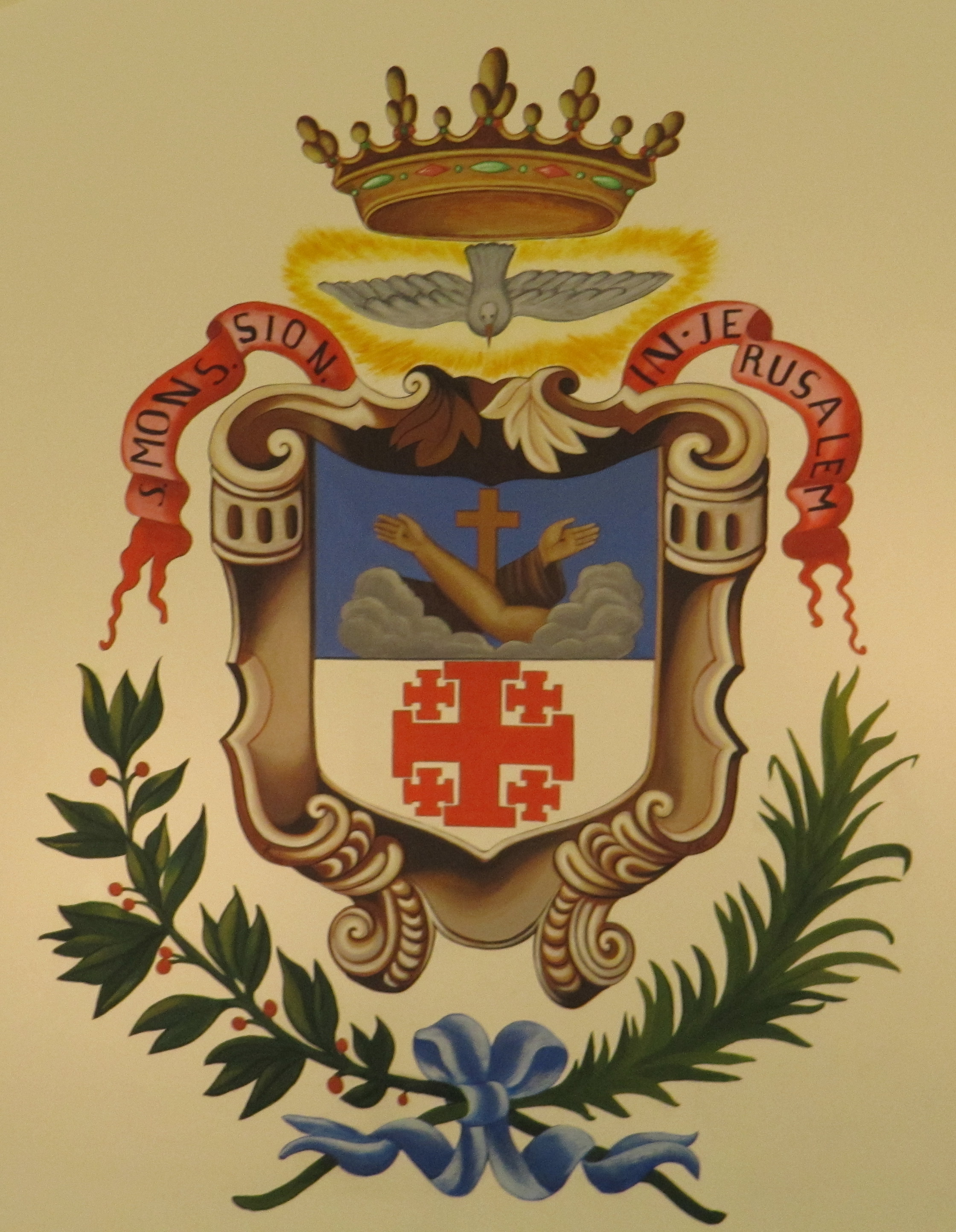
герб Кустодії в кольорі
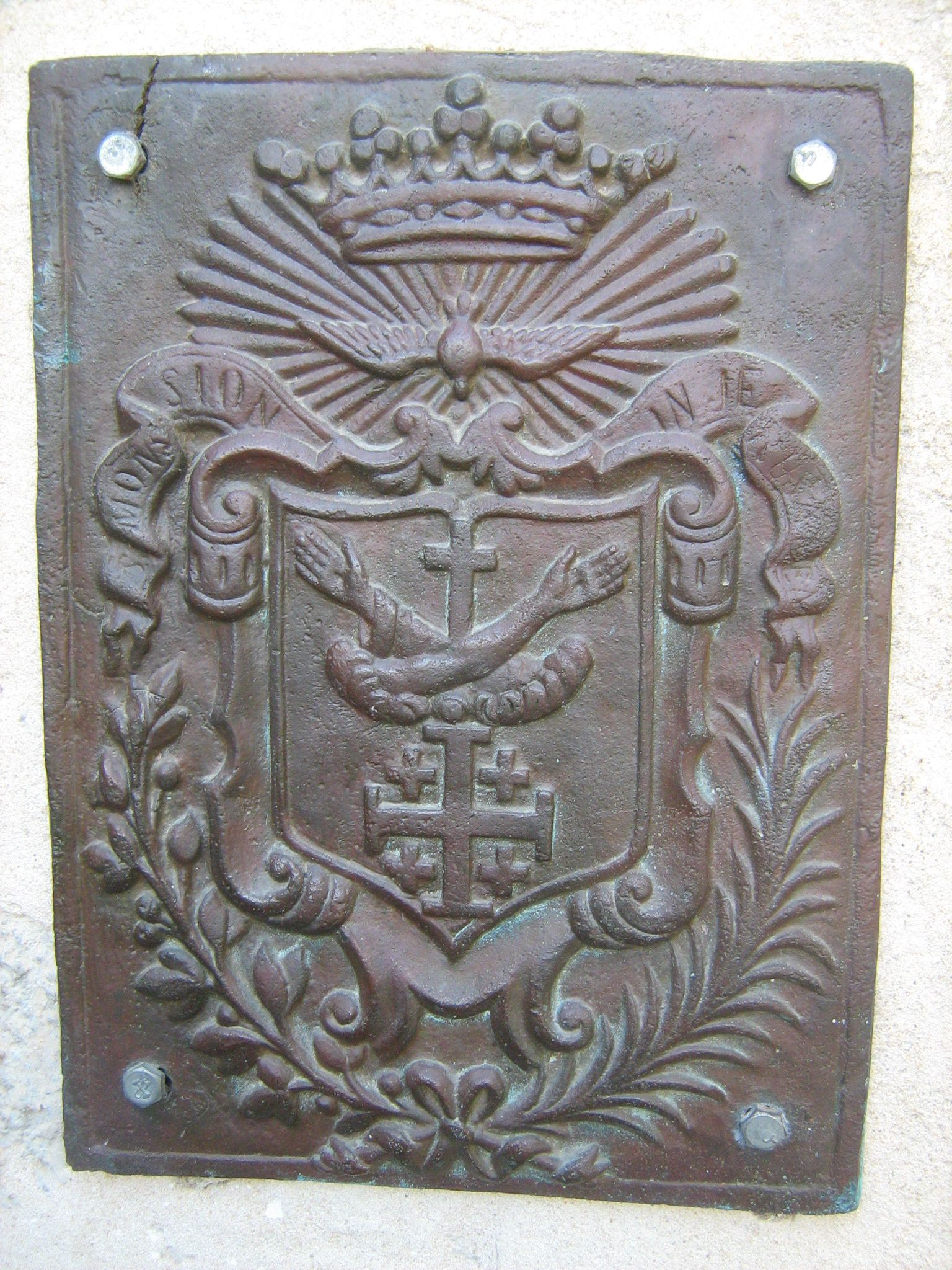
герб Кустодії (металевий)
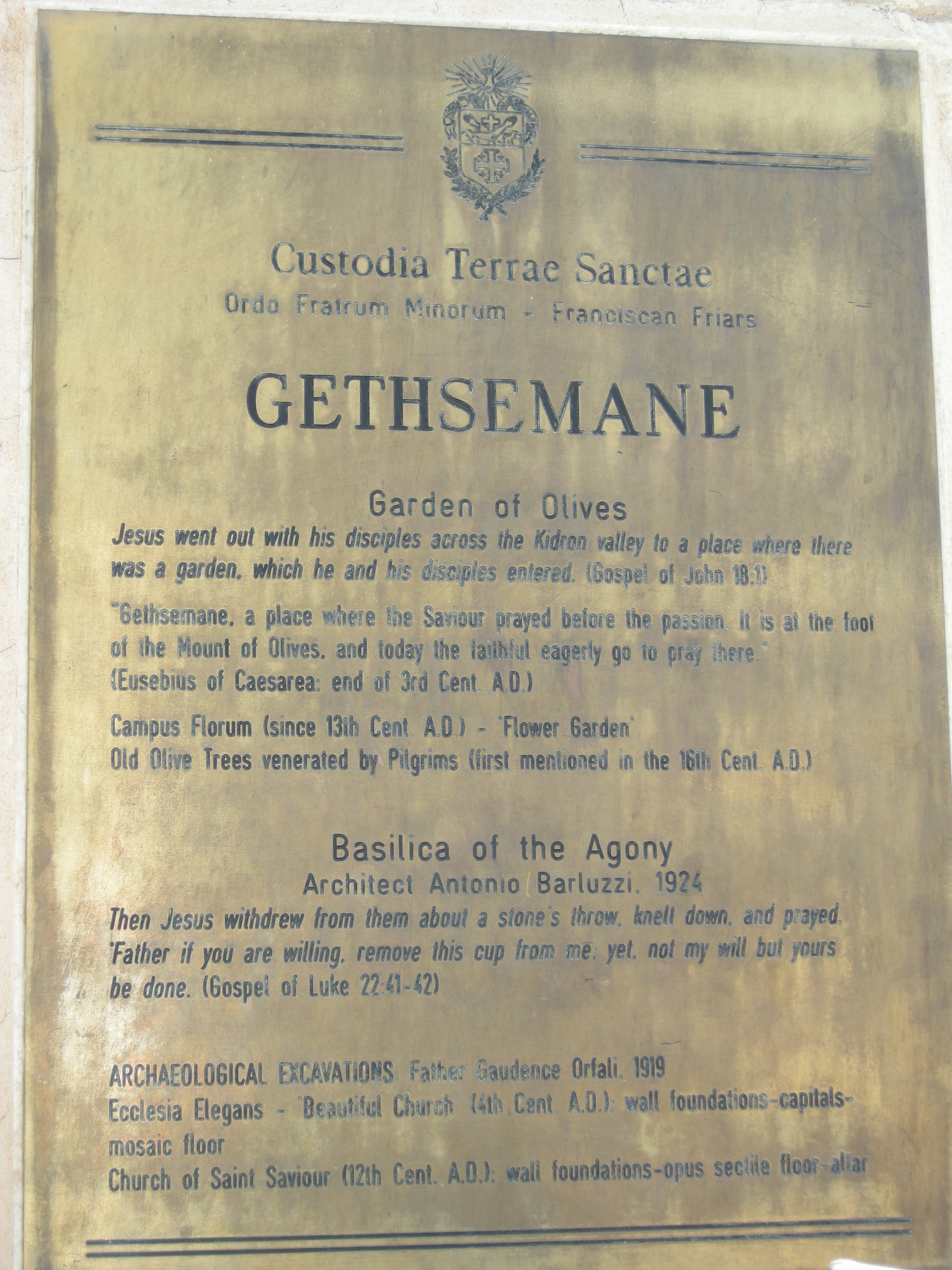
таблиця позначення Гетсиманського саду частиною Кустодії на стіні Церкви всіх націй
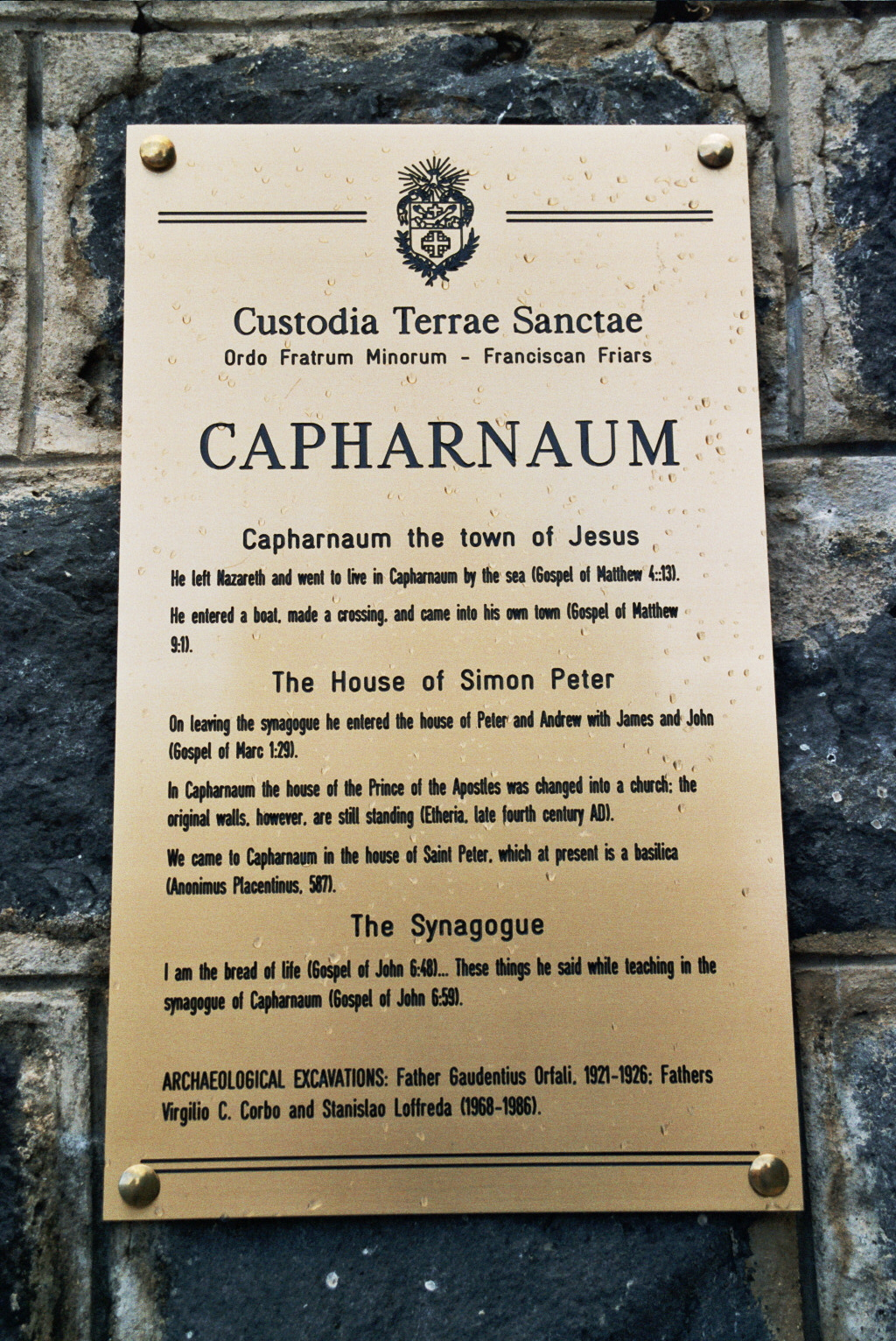
таблиця позначення археологічного об'єкту «руїни Капернаума», що знаходиться під наглядом Кустодії Святої Землі
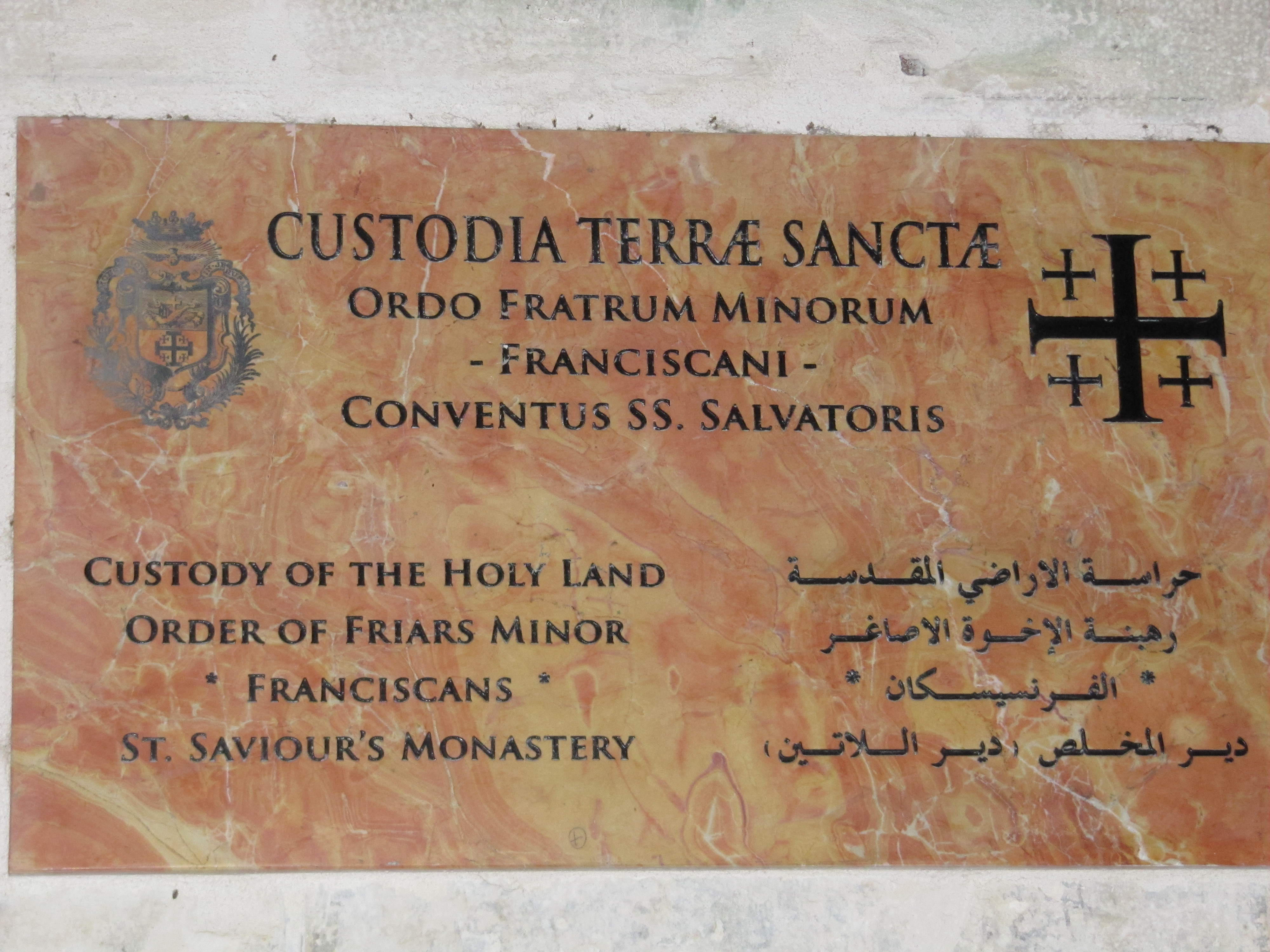
таблиця позначення «Монастиря святого Спасителя» частиною Кустодії
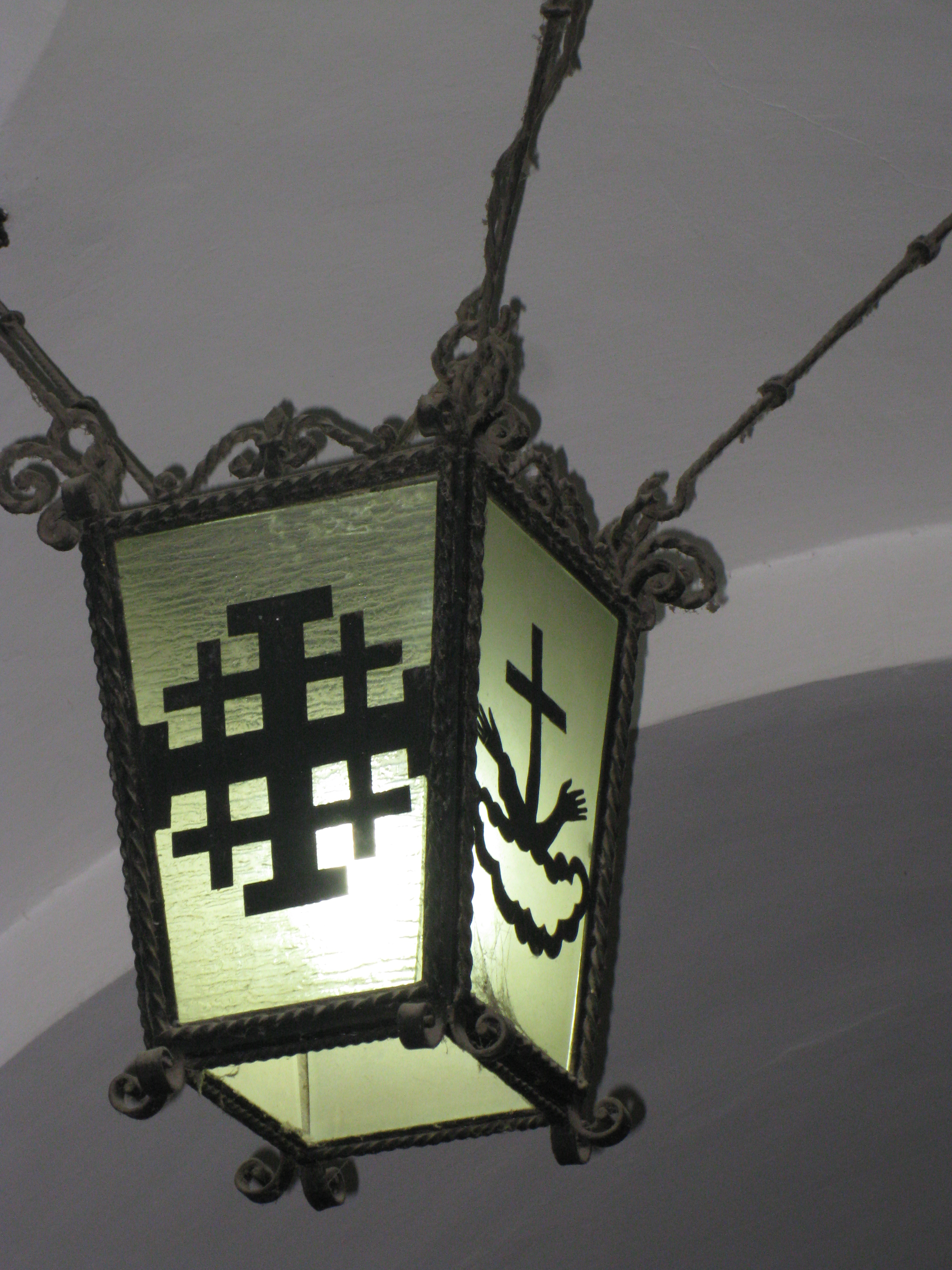
у «християнському кварталі» Єрусалиму на «з'єднанні Сан-Сальваторе» позначення Кустодії ліхтарем з символом єрусалимського хреста
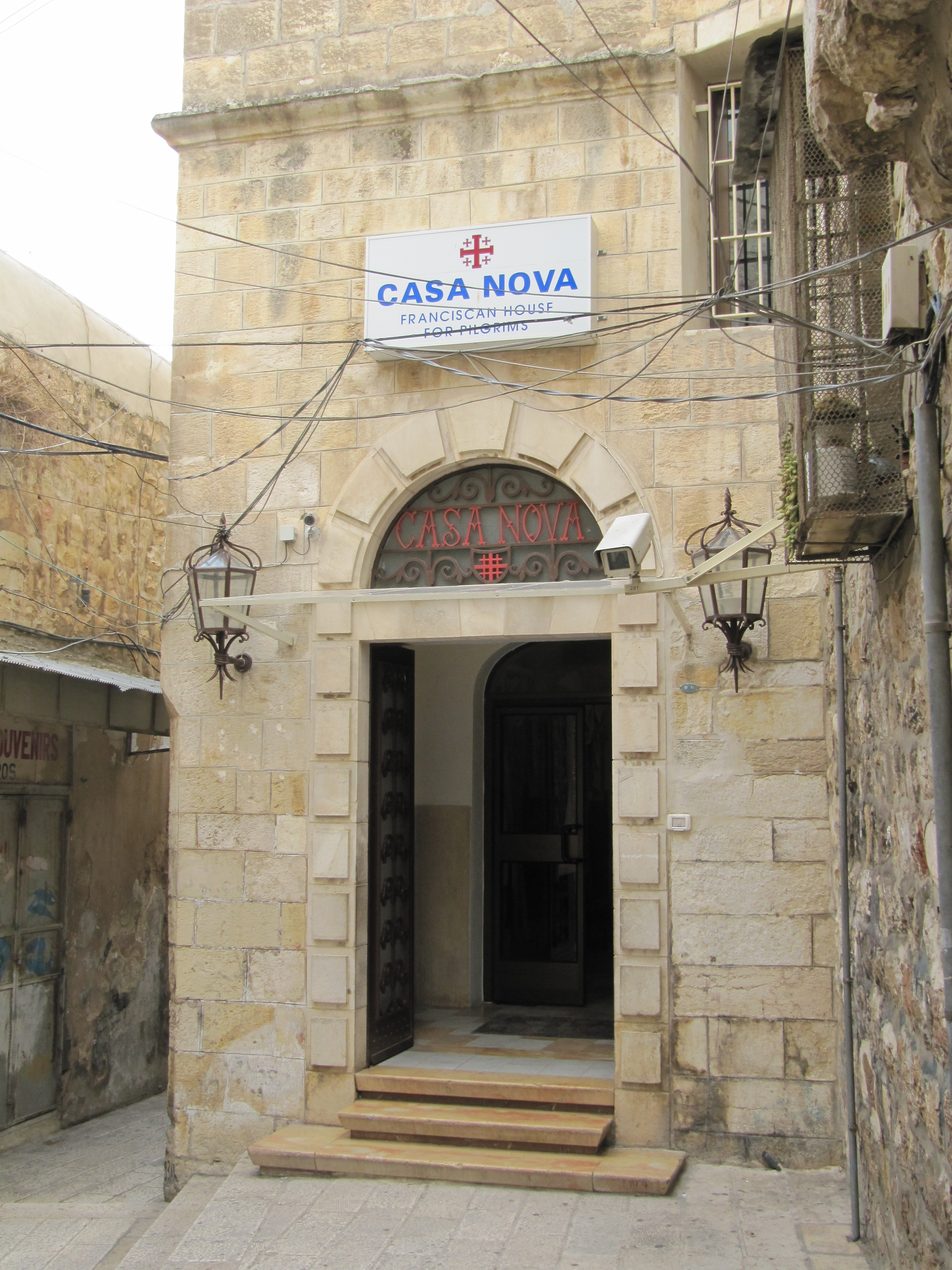
Готель для паломників "Новий дім" ("Каза Нова") Кустодії (Єрусалим)
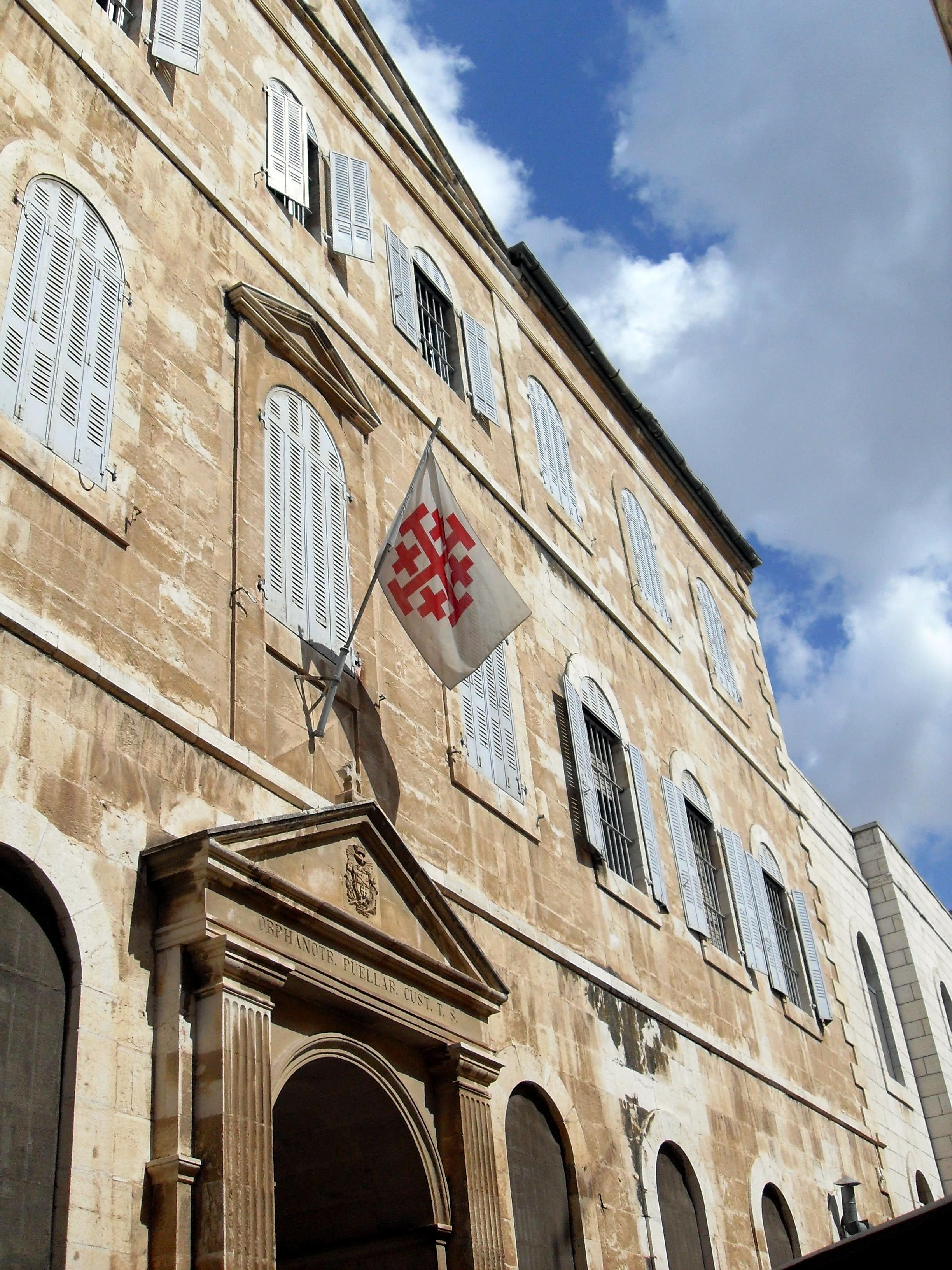
Прапор біло-червоних барв з символом Кустодії Святої Землі, у християнському кварталі Єрусалиму